# Ortopedia

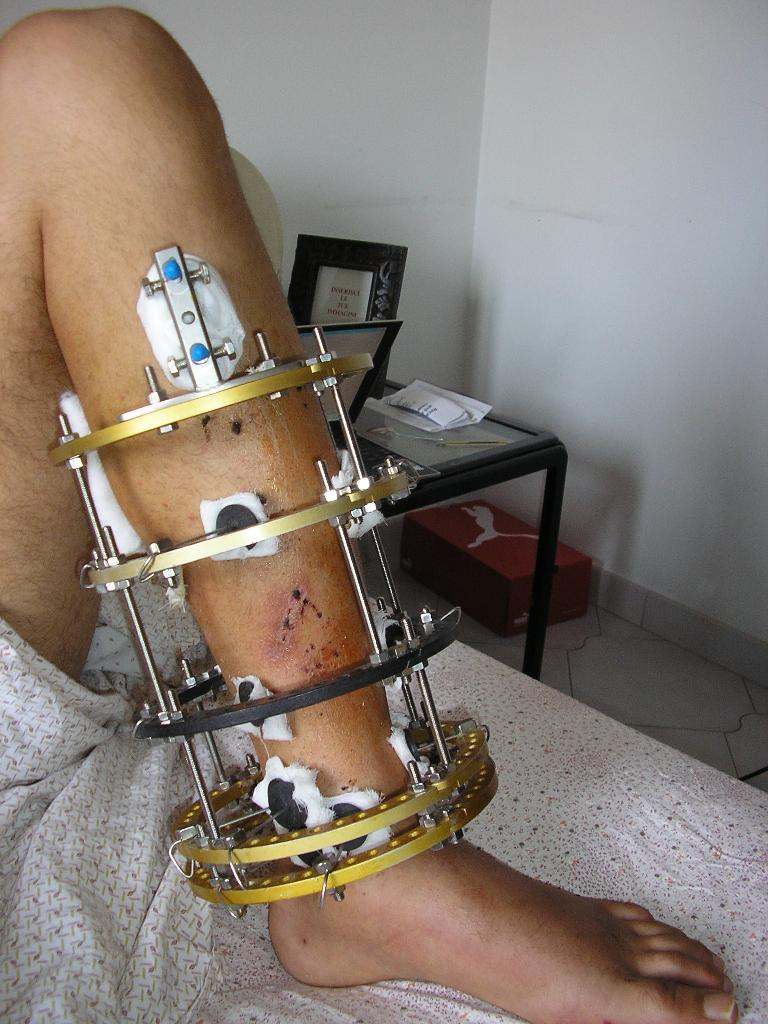
Trabajo de cirugía ortopédica.

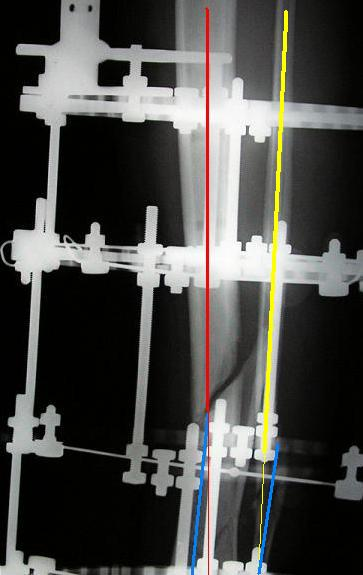
Con rayos X.

La ortopedia (griego: Ορθός, ortho, "enderezar" o "alinear") es una especialidad médica dedicada a corregir o evitar las deformidades o traumas del sistema musculoesquelético del cuerpo humano por medio de cirugía (cirugía ortopédica), aparatos (llamados ortesis) o ejercicios corporales. A quienes se especializan en ortopedia se les llama ortopedistas.

## Etimología
Al médico francés Nicholas Andry de Boisregard se le atribuye haber acuñado el término "ortopedia" (orthopédie en francés). Proviene de las palabras griegas orthos (ὀρθο) que significa ‘recto o derecho’ y paideía (παιδεία) que significa ‘educación o formación’. Del mismo vocabulo se inspiró el actual símbolo internacional para identificar la disciplina de la ortopedia, aparecido por primera vez en 1741 y concebido por un colaborador de Nicholas Andry de Boisregard: un árbol torcido cuya deformidad se intenta corregir con una guía externa.

## Definición
La ortopedia es una especialidad médica que se centra en el diagnóstico, la corrección, la prevención y el tratamiento de pacientes con deformidades esqueléticas - trastornos de los huesos, articulaciones, músculos, ligamentos, tendones, nervios y piel. Estos elementos conforman el sistema músculo-esquelético.

## Evolución
Actualmente los avances en materia de ingeniería y tecnología de las últimas décadas, han supuesto un gran avance no solo en áreas que se refieran a ellas de forma directa, sino también, en los sectores de la medicina, como las empresas de ortopedia. Esto se trata de un aspecto sobre el que hay una gran gama de complejos diseños fusionados de manera precisa con temas de medicina, buscando siempre un mismo resultado, el garantizar la calidad de vida más óptima posible para cada paciente que requiera de alguno de los servicios de ortopedia, así como prevenir patología a medio y largo plazo.

## Especialidades y disciplinas relacionadas
- persona de movilidad reducida
- técnico ortopédico